# 187º Reggimento paracadutisti "Folgore"
Il 187º Reggimento paracadutisti "Folgore" è un reggimento di paracadutisti dell'Esercito Italiano, inquadrato nella brigata Folgore.

## Storia

### Origini
Il I Battaglione Paracadutisti prese vita il 1º luglio 1940 da un gruppo completamente formato da militari italiani volontari provenienti da varie specialità. Quindici giorni dopo, a seguito della costituzione del I Battaglione Carabinieri Paracadutisti, viene ridenominato "II Battaglione", in ragione dell'anzianità d'Arma. Il 30 aprile 1941 effettua il primo aviolancio di guerra dei Paracadutisti italiani sull'isola di Cefalonia. Al rientro dalle Isole Ioniche il Battaglione, inquadrato nel "1º Reggimento Paracadutisti", inizia l'addestramento per l'invasione dell'isola di Malta con i paracadutisti della Fallschirmjäger-Brigade Ramcke, veterana dell'avioassalto su Creta. I paracadutisti tedeschi trasmettono ai compagni d'arme italiani non solo le efficacissime procedure tattiche della fanteria aviotrasportata germanica, difesa in profondità e contrassalto in primis, ma anche e soprattutto quello spirito di comunità, condivisione e fratellanza tra ufficiali, sottufficiali e truppa che rendeva le loro unità straordinariamente coese.

### Reggimento

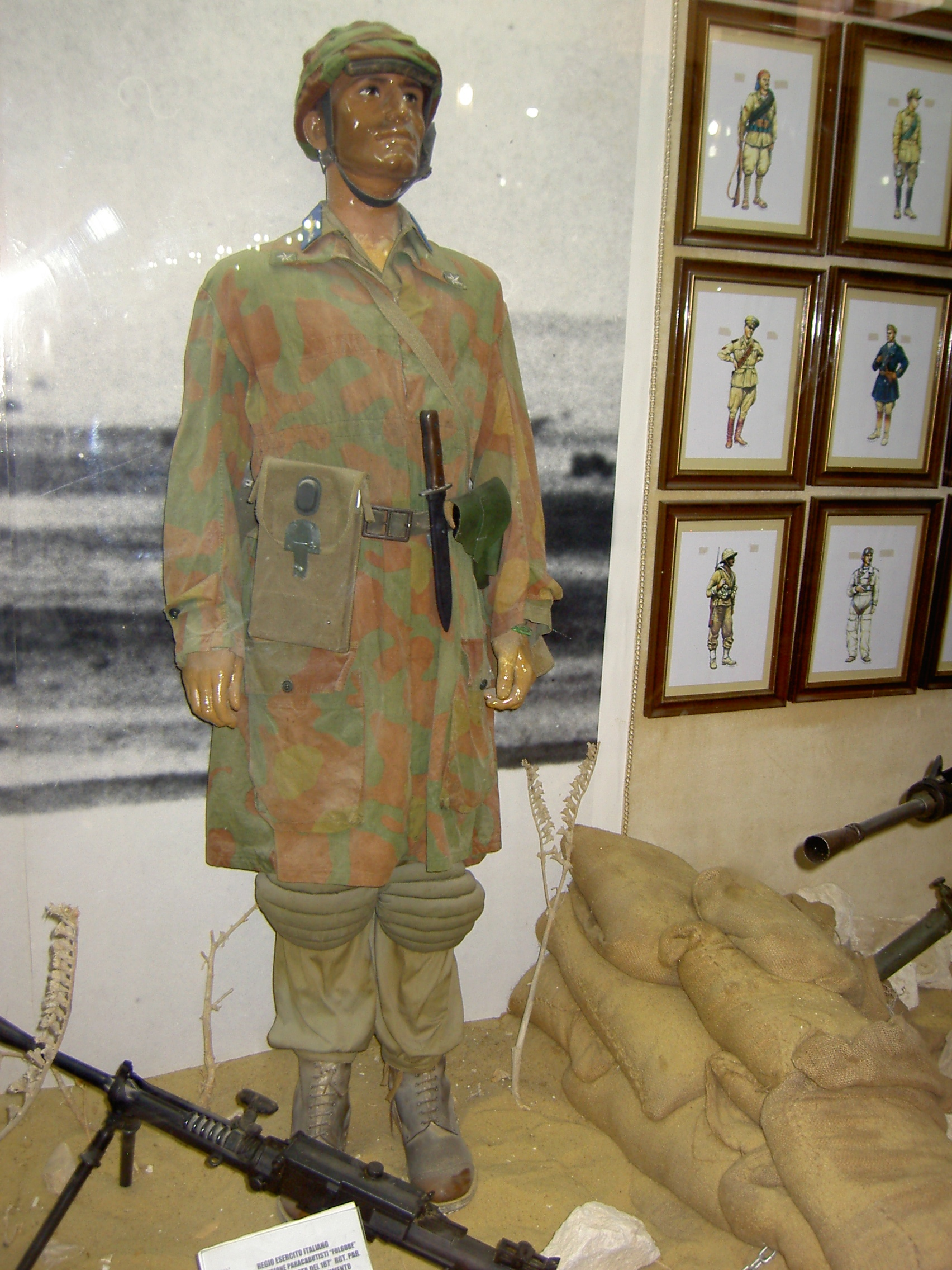
Divisa originale di un paracadutista del 187º rgt Folgore a El Alamein nel 1942

Nell'estate del 1942, abbandonata ogni velleità di attacco alla roccaforte britannica, il 1º Reggimento, viene ridenominato 187° (Battaglioni II, IV e IX), inquadrato nella 185ª Divisione paracadutisti Folgore ed inviato in Africa Settentrionale. Nelle sabbie del Sahara egiziano il 187° prende parte alle battaglie che portano al consolidamento del fronte sulla linea di El Alamein. Occupa infine la porzione settentrionale del settore assegnato alla Divisione Folgore, alla quale è affidato il compito di difendere la parte più meridionale dello schieramento dell'Armata Italo-Tedesca, in pieno deserto, a contatto con il paesaggio lunare della depressione di El Qattara. Il 23 ottobre inizia la seconda battaglia di El Alamein. Il Reggimento, schierato in primo scaglione a sinistra del dispositivo della Divisione Folgore, resiste con indomita tenacia e con successo ai ripetuti tentativi di penetrazione del XIII Corpo Britannico, e inizia a ripiegare, invitto, solo il 4 novembre, a seguito dell'ordine impartito da Rommel all'intera Armata, in ragione del crollo del settore settentrionale del fronte. Senz'acqua, munizioni né automezzi, il Reggimento inizia con i resti della Divisione, una eroica, ultima resistenza nel deserto, finita in una drammatica sconfitta. Con un ossequio al valore dall'avversario, gli Inglesi concessero  l'onore delle armi.
Il Colonnello Camosso passa quindi per l'ultima volta in rassegna i superstiti del 187°.
Per i fatti d'arme di El Alamein è stata conferita alla Bandiera del 187º Par. Folgore la medaglia d'Oro al valor militare.

### Nel dopoguerra
Il II Battaglione viene ricostituito nel 1963 acquisendo il nome di Tarquinia, in onore della città dove era stata istituita nel 1940 la prima scuola di paracadutismo in territorio italiano, e inquadrato nel 1º reggimento paracadutisti. Il II battaglione Tarquinia è reso autonomo a partire dal 1976, custodendo la Bandiera del 187º Rgt.
Negli anni '80 ha preso parte alla missione in Libano con Italfor.

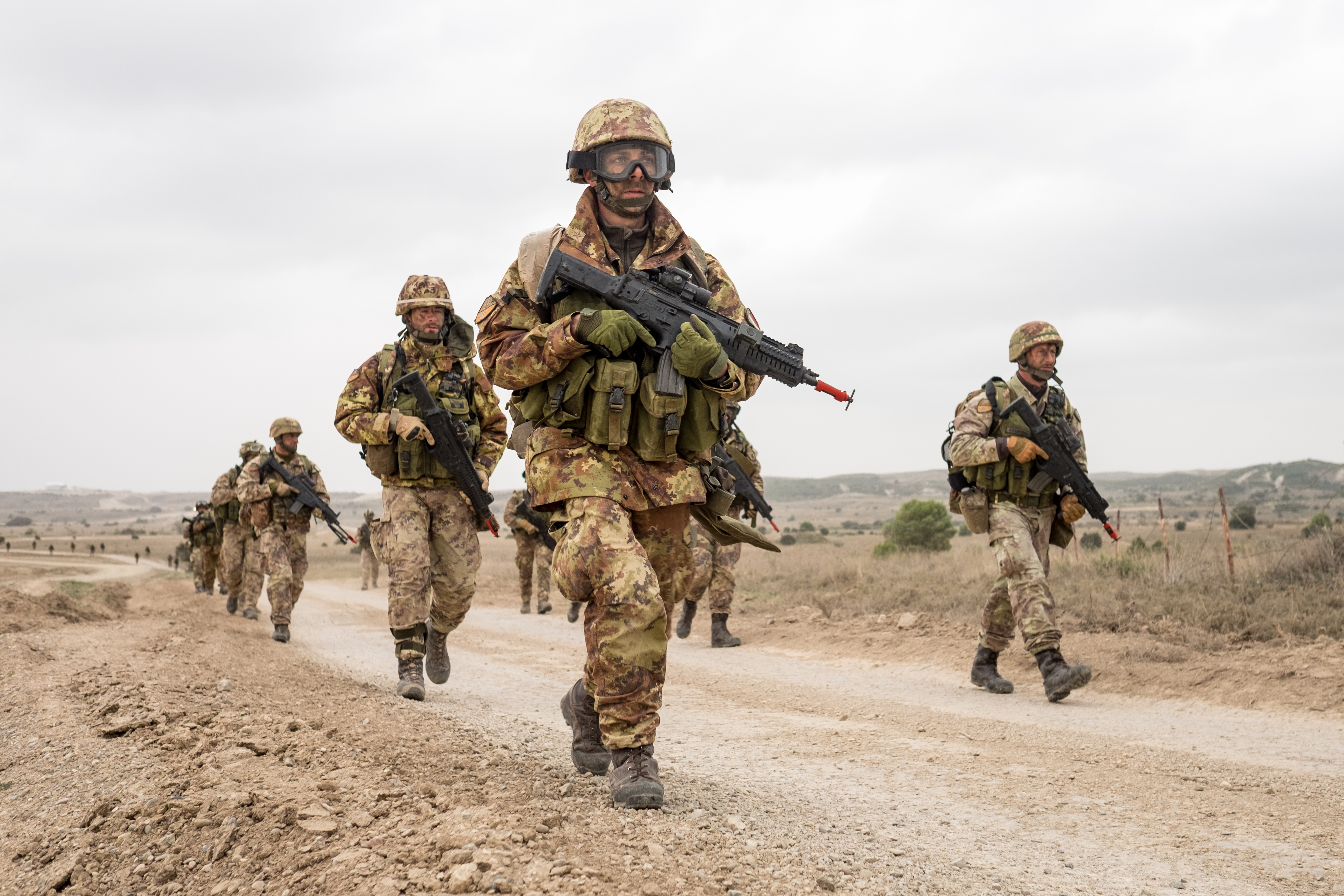
Parà del 187° nel 2015 durante esercitazione NATO

### La ricostituzione
Nel 1992 viene ricostituito il 187º Reggimento Paracadutisti Folgore. Il Reggimento, che inquadrava la compagnia Comando "Aquile" e il II battaglione "Tarquinia", ha partecipato a tutte le operazioni fuori area che hanno visto impegnato l'Esercito Italiano da quella data.
Dagli anni 2000 si compone di un comando di reggimento, una compagnia per il supporto logistico ed un battaglione paracadutisti, pedina operativa dell'unità.

## Operazioni

### In teatro operativo
- Libano 1982
- Iraq 1991 (operazione Airone)
- Somalia (operazione Ibis 1)
- Somalia (operazione Ibis 2)
- Bosnia 1996
- Albania 1997 (operazione Alba)
- Timor est 1999 - 2000
- Bosnia 1999 - 2000
- Afghanistan 2003 (operazione Nibbo 2-Enduring Freedom)
- Kosovo 2004
- Iraq 2005 (operazione Antica Babilonia)
- Afghanistan 2009 (ISAF XII)
- Afghanistan 2011 (ISAF XVI)
- Kurdistan Iracheno 2015 - 2019 (prima parthica)
- Mali 2020
- Afghanistan 2021 (Resolute Support)
- Niger 2021 (MISIN)
- LIbano 2023 (LEONTE XXXIII)

### In ambito nazionale
- Presidio delle isole di Lampedusa e di Pantelleria (1986-1988)
- Operazione Vespri siciliani (1992)
- Operazione Strade Sicure dal 2008 ad oggi
- Expo 2015 (Milano)

## Organizzazione
- Comando di Reggimento
- 2º Battaglione fanteria paracadutisti "Tarquinia"
  - 4ª Compagnia fucilieri paracadutisti Falchi
  - 5ª Compagnia fucilieri paracadutisti Pipistrelli
  - 6ª Compagnia fucilieri paracadutisti Grifi
  - 10ª Compagnia supporto alla manovra paracadutisti Draghi
- Compagnia Supporto Logistico Aquile
- Sezione sportiva (combattimento e arti marziali)

## Stemma
L'emblema del 187° fu disegnato nel 1942 dal Ten.col. Alberto Bechi Luserna, secondo Comandante di Reggimento, MOVM alla memoria, per il IV Battaglione. Riproduce il gladio e l'ala stilizzata, emblema dei Paracadutisti d'Italia.
Il motto riportato sulla fascia è Ex Alto Fulgur, Folgore dall'alto.

## Decorazioni alla bandiera

### Decorati
- Paracadutista Giacomo Cesaroni – Deir El Munassib (A.S.), 29 ottobre 1942.
- Capitano Carlo Ruspoli - Deir El Munassib (El Alamein), 26-27 ottobre 1942.
- Tenente Ferruccio Brandi -Deir El Munassib (El Alamein), 23 ottobre 1942